# Zinsmeister Ridge
Zinsmeister Ridge ist ein hoher und schroffer Gebirgszug von 14,5 km Länge im westantarktischen Ellsworthland. Er verläuft in der Sentinel Range des Ellsworthgebirges in nordöstlicher Richtung ausgehend vom Schoening Peak im Vinson-Massiv. Aus dem Gebirgszug ragen zerklüftete Gipfel mit Höhen zwischen 2000 m und 3000 m auf, die den Hinkley-Gletscher vom oberen Abschnitt des Dater-Gletschers trennen.
Das Advisory Committee on Antarctic Names benannte ihn 2006 nach dem US-amerikanischen Geowissenschaftler William John Zinsmeister (* 1946) von der Purdue University, der im Rahmen des United States Antarctic Program die Paläontologie von Weichtieren auf der antarktischen Seymour-Insel erforschte.